# Vega Csillagászati Egyesület
A Vega Csillagászati Egyesület – rövidítve VCSE – egy Magyarországon működő, főleg Zala vármegyében aktív amatőrcsillagászati szervezet. 1991-ben alapították Vega Klub néven, 1994 óta viseli jelenlegi nevét. 1998 óta közhasznú szervezet.

## Története
A Vega Csillagászati Egyesületet a rendszerváltás után alapították, először Vega Klub néven. Mintául a Szentmártoni Béla által alapított Albireo Amatőrcsillagász Klubot vették. Az alapítás mozgatórugója főként az volt, hogy a rendszerváltozás után az ország sok más városához hasonlóan Zalaegerszegen is anyagi válságba jutott az ismeretterjesztés, ezért gyakorlatilag megszűnt a helyi amatőrcsillagászati közélet - az újjászervezés előfeltételeit kívánták a klubalapítással megteremteni.
A klubnak 1992-ben hat, 1993-ban már húsz tagja volt. Ezért 1994-ben a több lehetőséget kínáló egyesületi formára alakították át a szervezetet. Jelenleg több, mint 120 tagja van a VCSE-nek.
Az egyesület célja kezdetben csak amatőrcsillagászati megfigyelések végzésére, és a megfigyelési eredmények dokumentálására szorítkozott. 1994 után azonban az egyesület hármas célt követ:
- Amatőrcsillagászati megfigyelőmunka.
- Csillagászati ismeretterjesztés.
- Amatőrcsillagász utánpótlás nevelése.

Az amatőrcsillagászati megfigyelőmunka a meteorok területén tudományos jellegű, egyebekben pedig főleg hobbitevékenység, részben pedig az Univerzum megismerését szolgáló ismeretterjesztő tevékenység. Az egyesület évente számos ismeretterjesztő előadást, és elektronikus formában csillagászati szakkört is üzemeltet.
2011-ben magaslégköri ballonjuk feljutott a közeli világűr alsó részeibe.
Az egyesület egy 25 cm nyílású Newton-távcső tulajdonosa, amely számítógép-vezérelt EQ-6-os GoTo-mechanikára van felszerelve. Ezen felül egy 7 cm-es refraktor szolgálja a tagokat. Korábbi távcsöveiket (12 cm-es Newton és egy másik 7 cm-es refraktor) időközben értékesítették. 2017 óta a legnagyobb távcsövük egy 46 cm nyílású Dobson-távcső.
Az egyesület évente nyári amatőrcsillagászati megfigyelőtábort és észlelőhétvégéket rendez, elsősorban Zala vármegyében. Kiadja a VEGA című egyesületi körlevelet és amatőrcsillagászati tájékoztatót, amely tartalmazza a tagok csillagászati megfigyelési eredményeit. Három meteorkamerát üzemeltetnek, amelyek a Nemzetközi Meteoros Szervezet hálózatába vannak kapcsolva. Az egyesület tagjai a táborokon és észlelőhétvégeken tartott előadásokon kívül is sok helyen képezhetik tovább magukat: tanítási időben elektronikus csillagászati szakköri foglalkozásokra kerül sor, havonta egyszer. Levelezőlistát működtetnek. Zala vármegyében sok helyen tartanak évente távcsöves bemutatásokat és ismeretterjesztő előadásokat a csillagászat népszerűsítése és az ismeretterjesztés érdekében.
Az egyesület 2001 óta Hettyei János Díjjal jutalmazza azokat, akik valamilyen formában kötődnek Zala vármegyéhez, és a csillagászat, amatőrcsillagászat vagy a természettudományos ismeretterjesztés terén kiemelkedőt, jelentőset alkottak hosszú időn át.

### Története évszámokban kifejezve
- 1991. Létrejön Zalaegerszegen a Vega Klub.
- 1993. Az első nyári amatőrcsillagászati megfigyelőtáboruk Dióskálban (Zala megye). Ezt azóta minden évben egy újabb nyári tábor követte, ahol számos amatőrcsillagászati megfigyelést végeztek. Megfigyelik a Perseidák-szupermaximumát.
- 1994. Kehidakustányban a klubból átalakulnak egyesületté, amelynek bírósági bejegyeztetése is megtörténik abban az évben. Ugyanabban az évben megfigyelik a Shoemaker-Levy 9 üstökös Jupiterbe történő becsapódását.
- 1997. A VCSE és az MCSE Zalaegerszegi Csoportja közösen megrendezi az MCSE Helyi Csoportok III. országos találkozóját. 10 megyéből 34 amatőrcsillagász vesz részt a rendezvényen.
- 1998. Közhasznú fokozatot szerez az egyesület.
- 1999. Az augusztus 11-i napfogyatkozást bemutató rendezvényükön Zalaegerszegen közel 10 000-en vettek részt.
- 2000. Megrendezik az MCSE Meteormegfigyelő Szakcsoportjának II. találkozóját Zalaegerszegen.
- 2002. Megrendezik az MCSE Meteormegfigyelő Szakcsoportjának III. találkozóját Zalaegerszegen.
- 2003. Nagy sarki fényt figyelnek meg.
- 2004. Vénusz-átvonulást figyelnek és meg és mutatnak be.
- 2005. Az első hazai videós meteormegfigyelési kísérletek a VCSE-ben.
- 2007. A Holmes-üstökös kitörését figyelik meg.
- 2010-től: Másokat követve meteorészlelő videokamerákat installálnak.
- 2011. Megjelenik a VCSE 20 éves történetét bemutató kiadvány Csizmadia Ákos szerkesztésében.
- 2011. Vega Magaslégköri Ballon Projekt (közeli világűr kísérlet).
- 2016. Magyarország első távvezérelt csillagvizsgálójának megépítése.

## Tisztségviselői
A Vega Csillagászati Egyesület elnökei voltak:
- 1994-1996: Simonkay Ferenc
- 1996-1997: Zelkó Zoltán
- 1997-1999: Simonkay Ferenc
- 1999-máig: Csizmadia Szilárd

A Vega Csillagászati Egyesület alelnökei voltak:
- 1994-1996: Zelkó Zoltán
- 1996-1997: Srágli Attila
- 1997-2006: nem volt betöltve
- 2006-tól máig: Zelkó Zoltán

A Vega Csillagászati Egyesület titkárai voltak:
- 1994-1999: Csizmadia Szilárd
- 1999-2000: Zelkó Zoltán
- 2000-2012: Csizmadia Ákos
- 2012-2018: Csizmadia Tamás
- 2018-tól: Jandó Attila